# Фестивали ватре летњег солстиција на Пиринејима
Фестивали ватре летњег солстиција на Пиринејима су традиционални фестивали који се слави у разним местима у региону Пиринеја. Унеско их је уврстио на репрезентативну листу нематеријалне културне баштине човечанства 2015. године.

## О фестивалима
У кандидатури која је поднета Унеску било је 63 града на Пиринејима у којима се слави ова традиција: 34 из Француске, 3 из Андорe и 26 из Шпаније (17 из Каталоније и 9 из Арагона).
Летњи солстицијски фестивали одржавају се на Пиринејима сваке године када је Сунце у зениту. Иако се слави у различитим државама, фестивал има исту структуру у различитим селима у којима се слави. 
Кад падне ноћ, људи из различитих градова и села носе запаљене бакље низ планине да запале традиционално изграђене ломаче. Спуштање је посебан тренутак за младе, и означава прелазак из адолесценције у одрасло доба. У неким општинама, градоначелник пали прву ломачу. У другима свештеник благосиља или пали ватру. На неким местима, последњи ожењен мушкарац пали ватру и води спуст до села. Често младе неудате девојке чекају долазак носилаца бакљи у село, са вином и слатким пецивом. Ујутру људи сакупљају жар или пепео како би заштитили своје домове или баште.
У Исилу, у региону Паљарс Собира, велико дебло дугачко око 15 метара запали се усред ломаче. Ово је сигнал за младе да почну да се спуштају низ планину са упаљеним бакљама које им висе око врата. Окружене тамом, бакље које се спуштају низ планину изгледају као ватрене змије које се креће цик -цак.
У региону Алта Рибагорса, уместо да се спуштају са планине, млади трче по сеоским улицама са упаљеним бакљама док се сви не окупе на главном тргу.
У Лесу, у региону Вал д'Аран, на главном сеоском тргу запали се дебло, а млади плешу око њега све док не падне. Затим узимају део горућег дрвета са њима стварају кругове у ваздуху, производећи изузетно визуелни ефекат.
Ова традиција празника ватре, названа Фаљес (Fallas), вековима се одржава у пиринејским планинским селима и потиче из традиције захваљивања боговима на жетви. Ватра је симболизовала сунце, а фестивали ватре у Пиринејима усредсређени су на стварање ватре за прославу летњег солстиција. Ватра се носи помоћу пламених бакљи са планина како би запалила традиционално изграђене ломаче и започела фестивале и како би благословила и очистила поља и заштитила људе и отерала зле духове.

## Значај
Фестивал јача осећај припадности заједници, кроз популарни фолклор и заједничко обедовање. Елемент има дубоке корене у локалним заједницама и одржава се захваљујући мрежи удружења и локалних институција. Најважније место преношења је породица, где људи чувају живо сећање на ово наслеђе. 
Ови обреди се преносе генерацијама, а различита села их сматрају симболима преласка у зрелост, прочишћење или плодности.